# Antonio Juez Nieto
Antonio Juez Nieto (Badajoz, 7 de marzo de 1893 - 25 de septiembre de 1963) fue un pintor, ilustrador, escritor y diseñador de jardines, procedente de una familia de clase media y de formación autodidacta. Antonio Juez fue un personaje singular de la vida artística y cultural pacense, homosexual, elegante, sensible y culto, llevó a cabo una polifacética labor en su ciudad natal.

## Trayectoria artística
Como pintor utilizó técnicas como el óleo, el gouache o la tinta, de la pintura al dibujo. Tuvo influencias de Gustave Moreau y Aubrey Beardsley y los ilustradores españoles José Zamora y Manuel Bujados, cuyos modelos fueron a veces fuente directa de inspiración. De estilo minucioso, recargado, y ornamental; con dibujo de trazo sinuoso y colorido a veces frío y sugerente. La temática de su obra enlaza con el simbolismo decadente del cambio de siglo: alegorías, amor, pecado, tentación y muerte, con personajes elegantes y sofisticados, climas enigmáticos y su gusto por el exotismo oriental; no faltan tampoco las mujeres fatales y seductoras, como Salomé, o las que protagonizan los cinco grandes lienzos apaisados que Juez pintó para la decoración de los almacenes La Giralda en 1936 y 1937: Cleopatra, la reina de Saba, Haru-Ko, Carmen y la propia Venus. Destacó también en su faceta de ilustrador para novelas y revistas.